# Швейцарська радіомовна корпорація
Швейцарська радіомовна корпорація (нім. Schweizerische Radio- und Fernsehgesellschaft; фр. Société suisse de radiodiffusion et télévision; італ. Società svizzera di radiotelevisione; ромш. Societad Svizra da Radio e Televisiun; SRG SSR) — швейцарська асоціація громадського мовлення, заснована в 1931 році, холдингова компанія радіо- і телеканалів. Швейцарська телерадіомовна корпорація зі штаб-квартирою в Берні. Некомерційна організація, яка фінансується в основному коштом ліцензій на радіо та телебачення (79 %), а решту доходу отримує від реклами та спонсорства.
Швейцарська система прямої демократії та той факт, що в країні є чотири офіційні мови (німецька, французька, італійська та ретороманська) показує, що структура швейцарського суспільного мовлення досить складна. Фактичними власниками ліцензій на мовлення, які дозволяють SRG SSR працювати, є чотири регіональні корпорації:
- Німецька Швейцарія: Schweizer Radio und Fernsehen (SRF)
- Французька Швейцарія: Radio télévision suisse (РТС)
- Італійська Швейцарія: Radiotelevisione svizzera di lingua italiana (RSI)
- Романшська Швейцарія: Radiotelevisiun Svizra Rumantscha (РТР)

## Назва

Логотип SRG SSR, який використовували з 1999 по 2010 рік

Офіційна назва асоціації — Schweizerische Radio- und Fernsehgesellschaft (SRG, раніше «Schweizerische Rundspruchgesellschaft») німецькою мовою Société suisse de radiodiffusion et télévision (SSR, раніше «Société suisse de radiodiffusion») французькою мовою Società svizzera di radiotelevisione (SSR, раніше «Società svizzera di radiodiffusione») італійською мовою та Societad svizra da radio e televisiun (SSR, раніше «Societad svizra da radio») романшською. Корпоративна назва SRG SSR походить від ініціалів німецькою мовою та ініціалів французькою, італійською та ретороманською мовами. Англійською мовою організація відома як Swiss Broadcasting Corporation.